# Arquidiocese de Barquisimeto
A Arquidiocese de Barquisimeto (Archidiœcesis Barquisimetensis) é uma circunscrição eclesiástica da Igreja Católica situada em Barquisimeto, Venezuela. Seu atual arcebispo é Polito Rodríguez Méndez. Sua Sé é a Catedral Nossa Senhora do Carmo.
Possui 96 paróquias servidas por 155 padres, contando com 2141244 habitantes, com 94,4% da população jurisdicionada batizada (2021860 batizados).

## História
A Diocese dei Barquisimeto foi erigida em 7 de março de 1863 pela bula Ad universam do Papa Pio IX, recebendo seu território da diocese de Mérida (atualmente arquidiocese), sendo então sufragânea da arquidiocese de Caracas.
Em 14 de agosto de 1867 a Sé foi transferida para Coro e a diocese assume o nome de Diocese de Coro, mas já em 22 de outubro de 1869 a Sé retornava para Barquisimeto por efeito do decreto Novam Episcopalem, mantendo o nome original.
Em 12 de outubro de 1922 e 7 de junho de 1954, cedeu partes de seu território para a vantagem, respectivamente, da ereção da Diocese de Coro (hoje uma arquidiocese) e da Diocese de Guanare.
Em 30 de abril de 1966 foi elevada à dignidade de arquidiocese metropolitana pela bula Sedi Apostolicæ do Papa Paulo VI.
Em 7 de outubro do mesmo ano e 25 de julho de 1992, cedeu outras partes do território para a vantagem da ereção, respectivamente, das dioceses de San Felipe e de Carora.

## Prelados
|                             | Nome                             | Período    | Notas                                          |
| Arcebispos                  | Arcebispos                       | Arcebispos | Arcebispos                                     |
| --------------------------- | -------------------------------- | ---------- | ---------------------------------------------- |
| 4º                          | Polito Rodríguez Méndez          | 2024 -     | Atual                                          |
| 3º                          | Antonio José López Castillo †    | 2007-2020  |                                                |
| 2º                          | Tulio Manuel Chirivella Varela † | 1982-2007  |                                                |
| 1º                          | Críspulo Benítez Fontúrvel †     | 1966-1982  |                                                |
| Bispos                      |                                  |            |                                                |
| 5º                          | Críspulo Benítez Fontúrvel †     | 1949-1966  |                                                |
| 4º                          | Enrique María Dubuc Moreno †     | 1926-1947  |                                                |
| 3º                          | Agüedo Felipe Alvarado Liscano † | 1910-1926  |                                                |
| 2º                          | Gregório Rodríguez y Obregón †   | 1894-1901  |                                                |
| 1º                          | Victor José Díez Navarrete †     | 1868-1893  |                                                |
| Bispos-coadjutor            |                                  |            |                                                |
|                             | Enrique María Dubuc Moreno       | 1926       |                                                |
| Bispos-auxiliar             |                                  |            |                                                |
|                             | José Luis Azuaje Ayala           | 1999-2006  | Nomeado Bispo de El Vigia-San Carlos del Zulia |
|                             | Eduardo Herrera Riera            | 1970-1994  | Nomeado Bispo de Carora                        |
|                             | Marcial Augusto Ramírez Ponce    | 1967-1970  | Nomeado Bispo de La Guaira                     |
| Administradores Apostólicos |                                  |            |                                                |
|                             | Owaldo Enrique Araque Valero     | 2023-2024  | Bispo de Guanare                               |
|                             | Víctor Hugo Basabe               | 2018-2023  | Arcebispo de Coro                              |